# 卡梅亞國家公園
11°53′S 21°40′E / 11.883°S 21.667°E
卡梅亞國家公園（葡萄牙語：Parque Nacional da Cameia），是安哥拉的國家公園，位於該國中東部莫希科省，處於贊比西河泛濫平原，成立於1957年12月11日，面積約14,450平方公里。